# کولپله

کولپله شهری در شهرستان توئسه در استان بازگا در بورکینافاسوی مرکزی است و جمعیت آن ۶۴۱ نفر است.